# Стахович, Михал

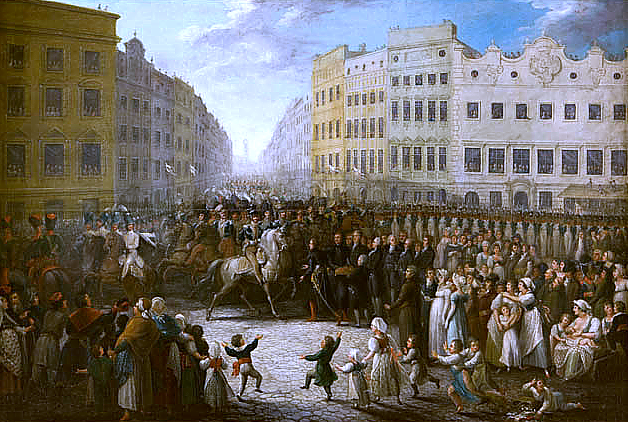
Въезд князя Понятовского в Краков в 1809 (1821)

Михал Стахо́вич (пол. Michał Stachowicz; 14 августа 1768 — 26 марта 1825) — польский художник и график эпохи романтизма.

## Биография
Родился в 1768 году в Кракове. Его отец был типографом, переплётчиком и продавцом книг. В 1782 году он был зачислен на занятия в художественную гильдию, где он учился у Франциска Игнация Молитора. Учился живописи в Кракове. В 1787 году был принят в цех художников. С 1817 года и вплоть до своей смерти служил учителем в гимназии Святой Варвары. 
Умер в своём доме в 1825 году и был похоронен на Раковицком кладбище.

## Творчество
Первоначально создавал сакральные композиции для краковских костëлов. Будучи непосредственным свидетелем восстания Костюшко стал его иллюстратором.
Писал также жанровые сцены жизни краковян и портреты. В 1816-1818 годах живописно украсил епископский дворец в Кракове, сгоревший в 1850 году. В 1820-1821 годах декорировал Ягеллонский зал Коллегиум Майус Академии (работа не сохранилась), а также дворцы в окрестностях Кракова и жилища горожан.
Автор литографий, аквафорте, иллюстраций для журналов и книг (в частности, Monumenta Regum Poloniae Cracoviensia (1822-1827),
Некоторые полотна М. Стаховича выполнены в станковой живописи (Присяга Костюшко на краковском Рынке (1821), Въезд князя Понятовского в Краков в 1809 (1821) и др.).

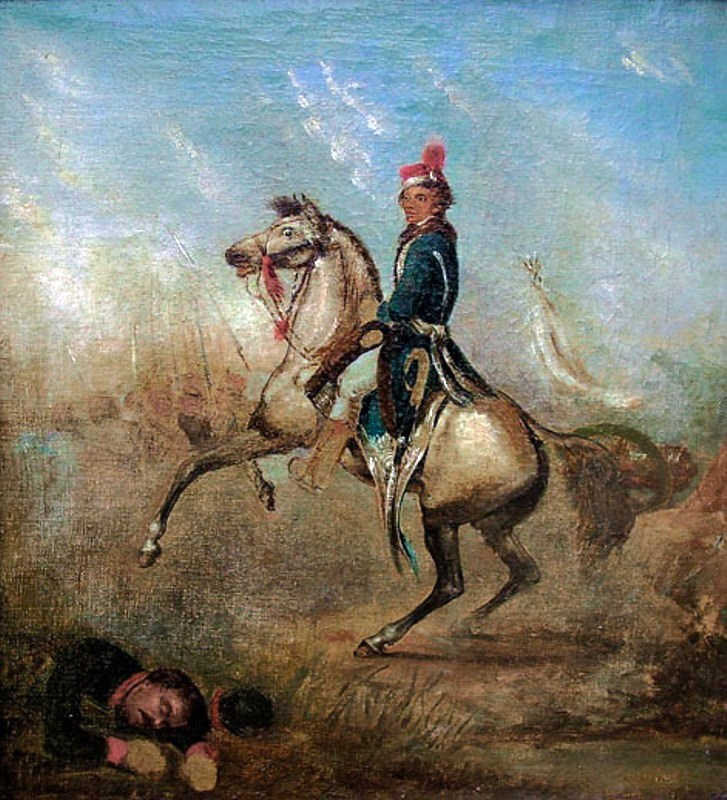
Костюшко на коне
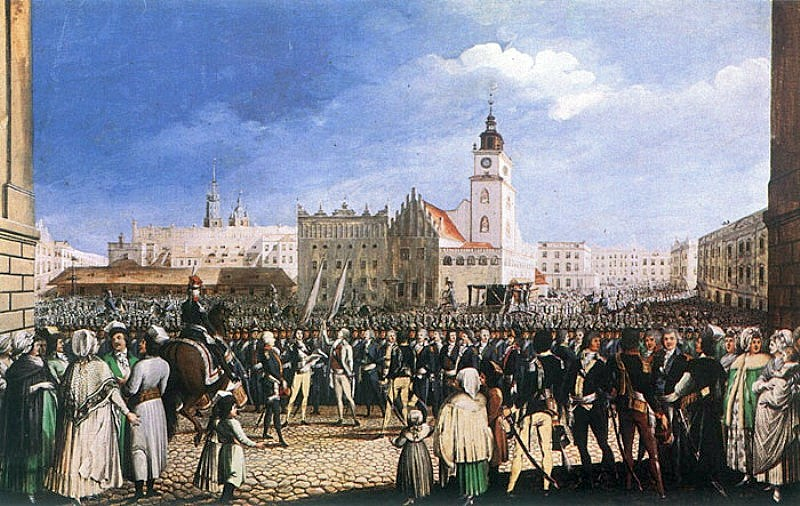
Присяга Костюшко на краковском Рынке
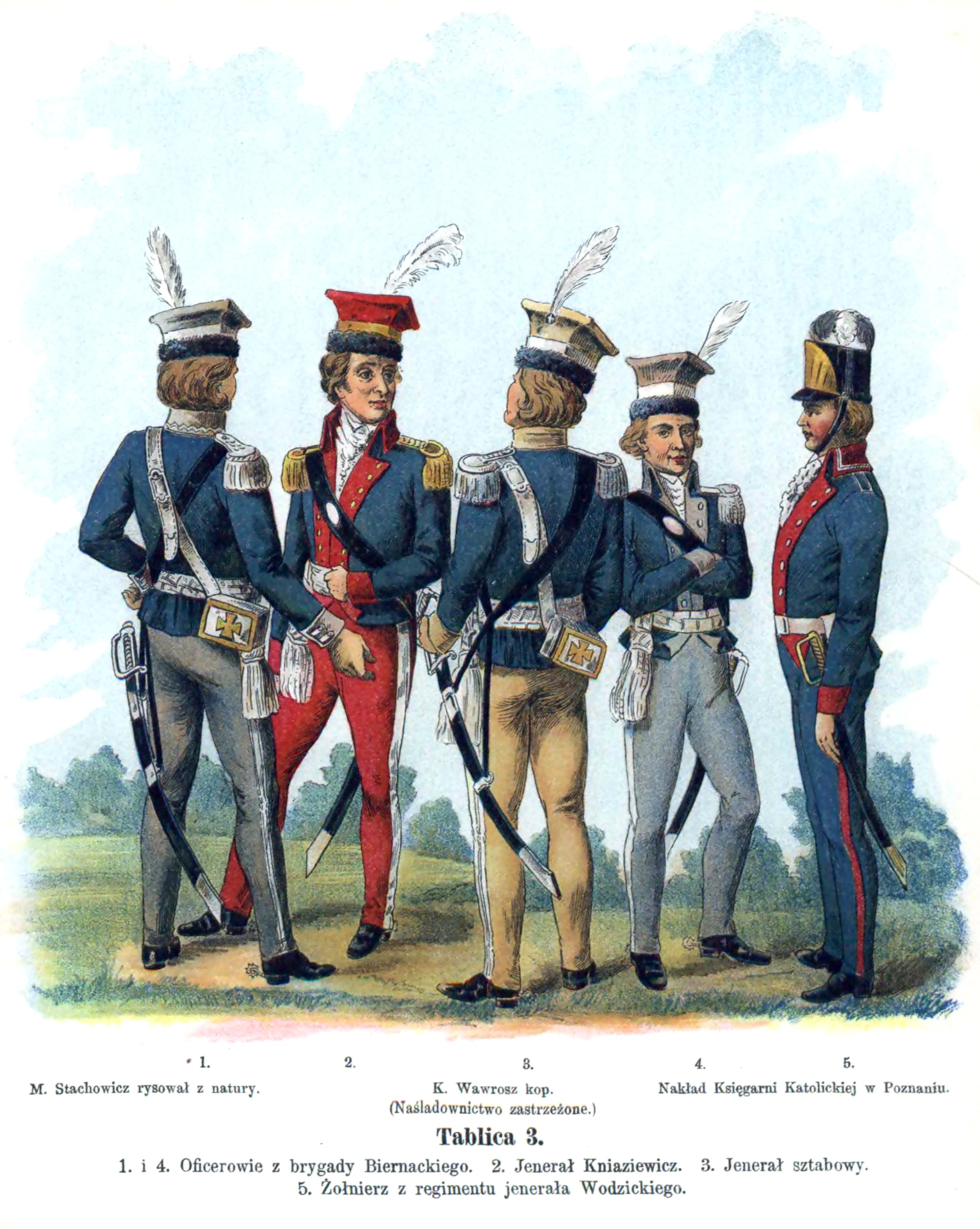
Обмундирование армии Костюшко